# Phoebe Regio
Phoebe Regio es una región del planeta Venus. Se encuentra al sureste de Asteria Regio. Tiene 2.852 kilómetros (1.772 millas) de diámetro y es la característica principal del cuadrilátero V41, al que dio su nombre. Cuatro módulos de aterrizaje soviéticos, Venera 11, Venera 12, Venera 13 y Venera 14, aterrizaron en el lado este de Phoebe Regio y realizaron varias mediciones científicas.